# 天主教庫唐斯教區
天主教庫唐斯教區（拉丁語：Dioecesis Constantiensis (-Abrincensis)）是法國一個羅馬天主教教區，屬魯昂總教區。
根據傳統教區第一位主教出現於5世紀，而第一位見於文獻主教的就出現於511年，當時他參加了奧爾良的宗教會議。1854年7月12日加銜阿夫朗什。
教區位於芒什省，2006年有教友405,000人（佔轄區總人口83.3%）、六十三個堂區、255名司鐸。現任教區主教為老楞佐·勒布爾什。